# Dysdercus andreae
Dysdercus andreae es una especie de insecto de la familia Pyrrhocoridae.  

## Distribución
Se encuentra en el Mar Caribe y América del Norte.